# Colonia Caroya
Pour les articles homonymes, voir Caroya.
Colonia Caroya est une localité située au nord de la province de Córdoba, dans le département de Colón, en Argentine, sur la RN 9. C'est une ville linéaire, traversée par l'Avenida San Martín, une artère de 9 kilomètres de long couverte de platanes espagnols (la plus longue du pays avec cette caractéristique).

## Démographie
Elle compte 16 168 habitants (Indec, 2010), ce qui représente une augmentation de 17 % par rapport aux 13 806 habitants (Indec, 2001) du recensement précédent. Elle forme une agglomération urbaine avec la ville de Jesús María, appelée Jesús María - Colonia Caroya, qui compte 47 770 habitants (Indec, 2010).

## Sismologie
La région a une sismicité moyenne ; et ses dernières expressions se sont produites :
- Le 22 septembre 1908, à 17 h UTC-3, avec 6,5 sur l'échelle de Richter, VII sur l'échelle de Mercalli ; localisation 30° 30′ 00″ S, 64° 30′ 00″ O ; profondeur : 100 km ; a causé des dégâts à Deán Funes, Cruz del Eje et Villa de Soto, dans le province de Córdoba, et dans le sud des provinces de Santiago del Estero, La Rioja et Catamarca[1].

- Le 16 janvier 1947, à 2 h 37 UTC-3, avec une magnitude d'environ 5,5 sur l'échelle de Richter (séisme de 1947 à Córdoba)[2].